# Liten drakfena
Liten drakfena (Corynopoma riisei) är en fiskart som beskrevs av Gill, 1858. Liten drakfena ingår i släktet Corynopoma och familjen Characidae. Inga underarter finns listade i Catalogue of Life.